# Il milione (film 1920)
Il milione è un film del 1920 diretto da Mario Bonnard.